# الشركة السعودية لإعادة التأمين التعاوني
الشركة السعودية لإعادة التأمين التعاوني هي شركة تأمين مساهمة سعودية، تأسست في السابع عشر من مايو عام 2008، برأس مال يبلغ مليار ريال سعودي، فيما يتمثل نشاط الشركة السعودية لإعادة التأمين في تقديم خدمات إعادة التأمين للأفراد والمؤسسات.